# IC 3609
IC 3609 ist eine Spiralgalaxie vom Hubble-Typ Sab im Sternbild Coma Berenices am Nordsternhimmel. Sie ist schätzungsweise 409 Millionen Lichtjahre von der Milchstraße entfernt.
Das Objekt wurde am 10. Mai 1904 vom US-amerikanischen Astronomen Royal Harwood Frost entdeckt.